# Grandglise
Grandglise – dzielnica (section) gminy Belœil w Belgii, w Regionie Walońskim, w prowincji Hainaut, w okręgu Ath. 1 stycznia 2020 roku liczyła 1136 mieszkańców. Do 31 grudnia 1964 samodzielna gmina.

## Demografia
Liczba mieszkańców, stan na 1 stycznia:
| Rok                | 1930 | 1947 | 1961 | 2020 |
| ------------------ | ---- | ---- | ---- | ---- |
| Liczba mieszkańców | 1146 | 1125 | 1071 | 1136 |

## Transport
Przez teren dzielnicy przebiegają trasa europejska E42 oraz drogi regionalne N50, N505 i N527.